# Tutili
Tutili (en llatí Tutilius) va ser un retòric romà que va viure al segle i.
Va tenir una filla que es va casar amb Quintilià (del que per tant en va ser el sogre) segons assenyala Plini el Vell, que li dona el nom erroni de Rutilius en lloc de Tutilius.